# Hervé Bazin
Hervé Bazin (7. dubna 1911 Angers – 17. února 1996 Angers) byl francouzský spisovatel. Jeho romány se často týkají autobiografických témat, jakými byla revolta mládeže proti životním hodnotám establišmentu a nefunkční rodina.

## Život
Bazin se narodil v Angers, v departmentu Maine-et-Loire. Pocházel z katolické buržoasní rodiny. Jeho prastrýcem byl spisovatel René Bazin. Hervé měl pohnuté dětství. Otec byl právníkem a po několik let vyučoval na univerzitě v Hanoji, která byla součástí francouzské Indočíny. Hervého svěřili rodiče na výchovu babičce. Po její smrti převzaly Bazinovu výchovu různé katolické koleje. Ze všech byl postupně vyloučen. Nakonec, byl poslán na vojenskou akademii Prytanée National Militaire, odkud byl rovněž vyloučen pro neschopnost. Byl v opozici vůči své autoritativní matce, odmítal katolickou výchovu, mnohokrát utekl z domova. Ve dvaceti letech se svou rodinou přerušil styky.
Několikrát se léčil v psychiatrických léčebnách. Po rozchodu s rodinou prošel několika zaměstnáními: pracoval na poště, v bance, v advokátní kanceláři, v továrně, jako komorník, obchodní zástupce, ale nikde neuspěl. Nakonec se usadil v Paříži a na Sorbonně vystudoval dějiny dějiny literatury. Patnáct let psal bez většího ohlasu básně. Roku 1946 založil literární revue La Coquille (Skořápka), které však vyšlo jen osm svazků. Prorazit se mu podařilo teprve v roce 1947, kdy za sbírku Jour (Den) získal Apollinairovu cenu. Na radu Paula Valéryho se ale začal věnovat próze. Hned první román Vipère au poing (Se zmijí v hrsti), v níž vylíčil konflikt dětí s jejich despotickou matkou, mu získal uznání. Román byl dvakrát zfilmován: V roce 1971 pro televizi a roku 2004 ho Philippe de Broca natočil jako celovečerní film.
Poté se už Bazin stal uznávaným romanopiscem. Roku 1957 obdržel Velkou cenu Monaka; o rok později byl zvolen do l’Académie Goncourt (Akademie Goncourtů), jejímž presidentem se stal roku 1973. Bazin několikrát projel Evropu, byl v severní Africe, třikrát na delší dobu pobýval v Kanadě. V roce 1962 navštívil Sovětský svaz. Bazin se angažoval v mírovém hnutí a sympatizoval s Francouzskou komunistickou stranou. Roku 1979 převzal v Německé demokratické republice Leninovu mírovou cenu. V roce 1995 daroval svou literární pozůstalost městu Nancy a o rok později zemřel ve svém rodišti v Angers. Bazin byl čtyřikrát ženatý, se svými manželkami měl 7 dětí.

## Dílo
- Seznam děl v Souborném katalogu ČR, jejichž autorem nebo tématem je Hervé Bazin
- Se zmijí v hrsti (Vipère au poing; 1948, Praha 1974, překlad Eva Musilová, nakl. Odeon)
- Hlavou proti zdi (1949)
- Smrt koníka (1950)
- Vstaň a choď! (Lève-toi et marche; 1952, Praha 1981, překlad Josef Hajný, nakl. Svoboda)
- Olej do ohně (L'huile sur le feu; 1954, Praha 1973, překlad Věra Dvořáková, nakl. Mladá fronta)
- Koho si troufám milovat (Qui j'ose aimer; 1956, Praha 1985, překlad Miroslav Drápal, Nakladatelství Práce)
- Jménem syna (Au nom du fils ;1960, Bratislava 1979 V mene synovom; překlad Dominik Jarábek, nakl. Slovenský spisovateľ)
- Oškubejme ptáčka (1966)
- Manželství (1967)
- Soví houkání (1972)
- Rozvedená paní (Madame Ex; 1975, Praha 1978, překlad Eva Musilová, nakl. Odeon)
- V co věřím (1975)
- Ohněm proti ohni (Un feu dévore un autre feu; 1978, Praha 1982, překlad Josef Hajný, nakl. Svoboda)
- Zelený chrám (L’église verte; Paříž 1981, Praha 1985, překlad Josef Hajný, nakl. nakl. Svoboda) je příběh neznámého muže, s nímž se při procházce lesem setkávají uprostřed bažin učitel v důchodu Godion a jeho dcera Claire. Muž zmizí i se svým zdivočelým psem, ale po pár dnech se objevuje znovu. Při honu pořádaném místními venkovany je nešťastnou náhodou postřelen a převezen do nemocnice. Muž odmítá uvést své jméno i jakékoliv informace o sobě. Je proto pojmenován číslem lůžka. Po uzdravení je podmínečně propuštěn a ujímá se ho pan Godion. To, že muž nemá identitu, vyvolává řadu problémů – administrativních a právních. Policie ani soud mu nedá pokoj a muž nastalou situaci nakonec řeší po svém, mizí opět neznámo kam.
- Vražedná epidemie (Devátý den) (Le Neuvième jour; 1994, Praha 1995, překlad Marie Janů, nakl. Orbis)